# Монпельє (Луїзіана)
Монпельє (англ. Montpelier) — селище (англ. village) в США, в окрузі Сент-Гелена штату Луїзіана. Населення — 196 осіб (2020).

## Географія
Монпельє розташований за координатами 30°41′7″ пн. ш. 90°39′24″ зх. д. / 30.68528° пн. ш. 90.65667° зх. д. (30.685207, -90.656568).  За даними Бюро перепису населення США в 2010 році селище мало площу 4,86 км², з яких 4,84 км² — суходіл та 0,02 км² — водойми.

## Демографія
Згідно з переписом 2010 року, у селищі мешкало 266 осіб у 110 домогосподарствах у складі 74 родин. Густота населення становила 55 осіб/км².  Було 128 помешкань (26/км²).
Расовий склад населення:
| - 53,0 % — чорних або афроамериканців - 45,1 % — білих - 0,4 % — азіатів - 1,5 % — осіб інших рас |

До двох чи більше рас належало 0,0 %. Частка іспаномовних становила 1,1 % від усіх жителів.
За віковим діапазоном населення розподілялося таким чином: 24,1 % — особи молодші 18 років, 58,2 % — особи у віці 18—64 років, 17,7 % — особи у віці 65 років та старші. Медіана віку мешканця становила 41,8 року. На 100 осіб жіночої статі у селищі припадало 90,0 чоловіків;  на 100 жінок у віці від 18 років та старших — 100,0 чоловіків також старших 18 років.
Середній дохід на одне домашнє господарство  становив 37 490 доларів США (медіана — 31 786), а середній дохід на одну сім'ю — 43 182 долари (медіана — 42 083). Медіана доходів становила 27 361 долар для чоловіків та 29 375 доларів для жінок. За межею бідності перебувало 28,1 % осіб, у тому числі 38,5 % дітей у віці до 18 років та 13,9 % осіб у віці 65 років та старших.
Цивільне працевлаштоване населення становило 105 осіб. Основні галузі зайнятості: освіта, охорона здоров'я та соціальна допомога — 32,4 %, виробництво — 19,0 %, роздрібна торгівля — 12,4 %, публічна адміністрація — 9,5 %.